# 榛原郵便局
榛原郵便局（はいばらゆうびんきょく）は静岡県牧之原市にある郵便局。民営化前の分類では集配普通郵便局であった。

## 概要
住所：〒421-0499 静岡県牧之原市静波1369-6
民営化直前の集配業務再編において、多くの集配普通郵便局は統括センターとなったが、当局は配達センターとされたため、民営化後も郵便事業株式会社の支店は併設されず、集配センターが併設された。

## 沿革
- 1952年（昭和27年）2月1日 - 電気通信業務の取扱を、新設の川崎町電報電話局に移管[1]。
- 1955年（昭和30年）6月1日 - 川崎郵便局から榛原郵便局に改称[2]。
- 1955年（昭和30年）8月16日 - 牧之原郵便局から集配業務を移管。
- 1956年（昭和31年）8月 - 局舎落成。
- 1956年（昭和31年）9月1日 - 電話通話および和文電報受付事務の取扱を開始。
- 1966年（昭和41年）3月1日 - 特定郵便局から普通郵便局に局種別改定。
- 1999年（平成11年） - 外国通貨の両替および旅行小切手の売買に関する業務取扱を開始。
- 2007年（平成19年）10月1日 - 民営化に伴い、併設された郵便事業島田支店榛原集配センターに一部業務を移管。
- 2012年（平成24年）10月1日 - 日本郵便株式会社発足に伴い、郵便事業島田支店榛原集配センターを榛原郵便局に統合。

## 取扱内容
- 郵便、印紙、ゆうパック、内容証明
- 貯金、為替、振替、振込、国際送金、国債、投資信託
- 生命保険、バイク自賠責保険、自動車保険
- ゆうちょ銀行ATM
- 牧之原市内の一部地域の集配業務

## 周辺
- 牧之原市役所
- 静岡県立榛原高等学校
- 国道150号
- 勝間田川

## アクセス
- しずてつバス 静波二丁目停留所下車
- 東名高速道路 吉田ICから南へ約7km、相良牧之原ICから南東へ約10km
- 駐車場あり：10台